# Withius glabratus
Withius glabratus es una especie de arácnido del orden Pseudoscorpionida de la familia Withiidae.

## Distribución geográfica
Se encuentra en Malí, República Democrática del Congo y  Camerún.